# Religija
Religija (lat. religio, od religare – povezivati, okupljati) je, prema Hrvatskoj enciklopediji »sustav vjerovanja, etičkih vrijednosti i čina kojima čovjek izražava svoj odnos prema svetomu«. Subjektivna narav toga odnosa očituje se u osobnom životu, a objektivna u riječima, gestama, predmetima i vjerskim zajednicama. Drugim riječima, ona je organizirani sustav vjerovanja i bogoslužja kojim čovjek u središte stavlja Boga, božanstva (bogove) ili neki drugi određeni metafizički koncept.
Većina zemaljskoga stanovništva vjeruje da je nekakva vrhunaravna sila utjecala na stvaranje svijeta i da ima bar donekle utjecaj i na život pojedinaca. Svaka religija podrazumijeva više ili manje jednostavno učenje koje se odnosi na svrhu i podrijetlo svega postojećeg. Ljudska tendencija nadnaravnom biološki je predodređena.
U današnje vrijeme religija je usustavljena na primitivne religije: animizam i supernaturalizam te svjetske religije: teizmi i sustavi apstraktnih vjerovanja (taoizam, budizam).
Organizacije koje se javljaju unutar religije su: crkva, sekte, denominacija i kult.

## Teorije i nastanak religija
Prvi oblici religije javljaju se još u prvobitnoj ljudskoj zajednici kao posljedica čovjekovog shvaćanja da se mnoge stvari u prirodi događaju i bez njegove volje i da on na te pojave ne može utjecati niti ih kontrolirati. Takve pojave su npr. suše, poplave, munje, gromovi i slično. Tako je čovjek saznao o postojanju viših sila, te su u njegovu umu nastali prvi oblici “bogova” koji su simbolizirali jedinstvene moći koje vladaju čovjekovim postojanjem. Čovjek je nastojao ove više sile umilostiviti molitvama i žrtvovanjem.
Pojam religija preuzet je u europske jezike iz latinskog.  Rimski pisci izvodili su riječ 'religio' iz glagola relegere: ponovno čitati, opet razmišljati (jer o božanskim stvarima treba uvijek ponovno razmišljati) ili iz  'religare': privezati (jer r. veže ljude s bogovima i iz nje slijede obaveze prema tim višim silama) ili iz reeligere ponovno uzeti, ponovno izabrati  (čime je naglašen dublji smisao voljne i čuvstvene povezanosti s Bogom).  Rimljani su isprva označavali izrazom »religija« samo svoju vlastitu: točno ispunjavanje dužnosti naspram viših sila priznatih od rimske države.  Slavenska riječ vjera (staroslav. věra) koja donekle koincidira u značenju s pojmom religija izvodi se iz korijena *uer (avestijska var: vjerovati, držati istinitim, lat. verus: istinit, njem. wahr: istinit) i možda prvotno znači prianjanje uz istinu, izbor između istine i neistine, dobra i zla.
Tijekom vremena pojam religija poprimio je mnoga i različita značenja i nema općeprihvaćene definicije religije. Nekima je ona samo vrsta osjećanja (čuvstva, doživljavanja) što ne podliježe logičkom ni moralnom prosuđivanju. To je mistično osjećanje jedinstva s beskonačnom stvarnošću, doživljaj beskonačnosti, osjećanje apsolutne zavisnosti, doživljaj svega u svijetu kao Božjeg djela, osjećanje božanstva u duši, doživljaj jedinstva s Bogom, susreta s božanstvom, sa svetinjom i slično.  Za razliku od toga, misli se da je religija osobita svijest i to predodžbeni oblik ili stupanj svijesti o odnosu konačnog duha prema apsolutnom duhu, svijest o svojoj istovetnosti s Apsolutom. Misli se, također, da je religija ujedno i osjećanje i svijest, a da uz to još sadrži bogoštovne i obredne radnje.
Religija je i pokušaj da se objasni porijeklo nečega što je neobjašnjivo na prirodan način, zatim pokušaj da se dokuči porijeklo i svrha ljudskog života i svijeta. Mnogi ističu prisnu vezu morala i religije, a neki tvrde da su moralni motivi ono najvažnije, pa i jedino važno, što religiju čini religijom. Karakteristično je i gledište da je religija žudnja za nemogućim, nedostižnim, nepojmljivim, zatim želja za isključenjem iz svakidašnjice i utonućem u blaženo spokojstvo duha, u nirvanu.
Različite odredbe religije označavaju različite komponente religioznosti, ne isključuju se uzajamno, nego se dopunjuju i vode zaključku da je religija jedan način života čovjeka pored njegova svjetovnog ili profanog života. To je život koji je osjećajima, mislima i djelima usmjeren prema nadosobnom, nadljudskom, svrhunaravnom cilju, život posvećen Bogu. Udvojenost života na profani i religiozni doživljava se i shvaća kao razlika, pa i suprotnost, tjelesnog i duševnog života, naravnog i svrhunaravno usmjerenog, varljivog i pravog, grešnog i kreposnog,  prolaznog i onoga koiim se anticipira i zaslužuje vječni život, zatim kao prisutnost vječnog i apsolutnog života u vremenitom i relativnom, kao dvojstvo idealnog i zbiljskog života.
Religija se tumači i kao idealna (izmaštana)  kompenzacija manjkavosti stvarnog života, kao duhovno odbacivanje realnosti i protest protiv životne bijede. U nekim religijama vjernici vjeruju da je njihova religija svrhunaravnog porijekla, da je otkrivenje ili objava ljudima svrhunaravnog bića, da je nastala kao čudesno nadahnuće pisaca svetih spisa. To je, zapravo, još nediferencirana mitska svijest kao vodilja ponašanja, što je ujedno ritualno-zabavna igra, magija i umjetničko-fantastična reprodukcija zbilje. S razvitkom životnog iskustva i racionalne spoznaje mitska svijest podliježe logičkoj kritici i logičkoj preradi, a iz toga odnosa mitosa i logosa nastaje filozofija i filozofska racionalizacija mitskog vjerovanja. Filozofija je od početka u opoziciji prema mitskoj religiji, ali se upotrebljava i za racionalističku preradu i obranu vjerske objave ili otkrivenja. Ovom preradom i obranom pučka religija prerasta u teološku formu religije.
Prilagođivanje filozofije religiji ne ide bez prilagođivanja religije filozofiji.  Jedan moderni rezultat vjekovnog nastojanja da se prevlada dualizam objavljene (vjerske) i pronađene (empirijsko-racionalne) istine jeste i teološka sekularizacija religije. Naime, u teološkoj religiji javlja se težnja ka demitologizaciji vjerske objave, da bi pristajala današnjem čovjeku. Pri tome se napušta dvojstvo naravnog i transcendentnog svijeta da bi se, umjesto toga, istakla razlika između dva stanja ljudskog svijeta: između ovoga što ga imamo, punog mržnje i nepravde, i budućeg sretnog (blaženog), kada će trijumfirati pravda i ljubav među ljudima.  Transcendencija u tom novom kontekstu znači duhovno nadilaženje datosti ili eshatološki impuls svijeta, čime se modernistička teologija približava svjetovnim doktrinama o radikalnoj promjeni stvarnosti.
Za religiju su bitna dva vjerovanja: vjera u posmrtni život i vjera u Boga.  Misli se da je činjenica ljudske smrti najvažnija za opstanak religije. Najjači ljudski strah, strah od smrti (»smrtni strah« jest vrhunac straha), nosi jednako snažnu volju da se ne umre, a religija pokušava zadovoljiti tu težnju vjerom u zagrobni život. Religijski pojam smrti ne znači kraj osobe,  nestanak zauvijek, nego znači granicu između dva načina života, smrtnog i posmrtnog. Posmrtna sudbina osobe je različito zamišljena u raznim religijama. Kod Homera je to tegobno životarenje u »carstvu sjene«. Po jednom kršćanskom vjerovanju, nakon smrti dolazi uskrsnuće u ponovni i vječni tjelesni život osobe. U orijentalnim religijama vjeruje se da je smrt jednog tijela preseljenje duše u drugo tijelo, kako bi se, na kraju duge odiseje kroz tjelesnost, besmrtna duša smirila u spoju s univerzalnim duhom.  Karakteristično je vjerovanje da u času smrti besmrtna duša napušta smrtno tijelo i ulazi u vječno carstvo duha. Vjerske predstave o smrtnom razlazu duše i tijela i o samostalnom životu osobne duše srodne su djetinjastoj vjeri pračovjeka da svako ima svoga tajanstvenog dvojnika. Taj »alter ego«, koji čudesno savladava prostor i vrijeme, prikazivao se naivnoj svijesti kao čovječja sjena, kao odjek glasa, kao odraz lika »iza« glatke površine; on je u snovima napuštao tijelo i odlazio kojekuda, ostavljajući čovjeka »kao bez duše«; boravio je u tijelu kao disanje (»duša«, »duh« dolazi od »duhanja«) i napuštao ga s posljednjim izdisajem. Dvojnik je, dakle, nekad biće pored bića, a nekad biće u biću. Mitske predodžbe o dvojstvu osobe prerasle su u teološke pojmove o dvjema supstancijama, tjelesnoj i duhovnoj, smrtnoj i besmrtnoj.
Suvremena vjerska misao, kao i značajni vjerski mislioci prošlosti, ne inzistira na doslovnom značenju tradicionalnih vjerovanja u posmrtni život,  nego traži neke smislene poruke u tim vjerovanjima. Tako uskrsnuće iz mrtvih, na način Kristova uskrsnuća, ne treba shvatiti kao faktički događaj,  nego kao eshatološki »događaj«; treba vjerovati da će nakon života u mržnji i nepravdi doći vladavina pravde i ljubavi. Kad je riječ o uskrsnuću osobe, to treba shvatiti da je osoba »iznad smrti«, da nitko nema prava na njenu smrt  (kao što, na primjer, sama osoba raspolaže životom i smrću domaće životinje). U jednom sličnom nastojanju došlo se do pojma tzv.  participativne besmrtnosti. Ona znači da smo besmrtni po sudjelovanju u baštini čovječanstva i po tome što ćemo i sami biti baštinjeni. Kada se u religiji zamišlja da je pravi ljudski život onaj posmrtni i vječni, onda to znači da pravi život ima osoba koja je stekla besmrtnost u smrtnom životu, pa živi unatoč svojoj fizičkoj smrti. Ona posmrtno sudjeluje u životu osoba. Inače,  sama vječnost u doslovnom i domišljenom značenju - tj. kad bi vrijeme isteklo, »stalo«, nestalo - bila bi beskrajno gora od najgore vremenitosti.  Istaknuto je da duša u vječnosti ne bi ni sjećanjem na svoju prošlost izbjegla potpunu apatiju. (Ponavljanje stotinama milijardi puta već poznatih epizoda prošlosti stvaralo bi beskrajnu dosadu, a duhovna aktivnost gasila bi se progresivno čim bi prestala tjelesna aktivnost.)
Iz vjere u zagrobni život ljudi slijedi vjera i nevidljivo i vječno »carstvo sjena« ili u nadnaravni »drugi svijet«, nastanjen tajanstvenim bićima što vladaju prirodnim pojavama i ljudskim sudbinama. To su nadljudska bića s mnogostruko uvećanim ljudskim moćima, obogotvoreni ljudi ili čovjekoliki bogovi. Vjera u mnoštvo bogova zamišlja božanske odnose i zajednice po modelu ljudskih odnosa i zajednica. Zemaljskoj hijerarhiji odgovara nebeska hijerarhija s jednim vrhovnim Bogom koji podsjeća na zemaljskog patrijarha ili monarha. Nebeski patrijarh ili monarh s vremenom postaje apsolutni nebeski vladar i najzad ostaje jedini pravi Bog, s brojnom svitom anđela i svetaca, sličnih dvorskim dostojanstvenicima. Tako jednobožačka religija   nastaje iz mnogobožačke religije.

### Bog
Jedini pravi Bog se različito zamišlja u raznim monoteističkim religijama,  ali se većinom smatra da je duhovno biće koje se može utjeloviti  (inkarnacija), da je vječan, da je tvorac svijeta i da vlada svijetom, da je svemoćan i sveznajući, zatim da je osobno biće (jedna osoba ili jedinstvo više osoba) s najvišom mjerom moralnosti (apsolutno pravedan, apsolutno dobar i dr.). Obično se smatra da je Bog vrhovno biće, najviše biće, biće bića, bivstvo svega, porijeklo i svrha svega, ono što je najviši stupanj apstrakcije i generalizacije. Najapstraktnije i najopćenitije je najmanje određeno, tj. neodređeno je.
Postoji teološko shvaćanje da Bogu pripadaju samo negativne odredbe  (»negativna teologija«), tj. da ne možemo znati što je Bog, nego samo što Bog nije. (Kaže se, na primjer, da Bog nije načinjen, da je nestvoren,  nerođen, neizmjeran, vječan tj. bezvremen, nepromjenljiv, neizreciv i sl.).  Time je implicirano da Bogu ne pristaju svjetovne odredbe, da Bog nije to što je svijet. Čim se ističe da je Bog drukčiji (distinctus) od svijeta, riječ je o odnosu Boga i svijeta.
Vjerski mislioci od davnina traže racionalne dokaze Božje egzistencije.  Osobito su poznata tri tzv. klasična dokaza Boga: ontološki, kosmološki i teleološki. Vjerski i ostali mislioci su i osporili sve dosadašnje dokaze Boga.  Jedni misle da se Božja egzistencija uopće ne može dokazati, a drugi dodaju da Bog i nije egzistencija. Značajno je da se svi poznati dokazi Božje egzistencije izvode iz egzistencije svijeta. Smatra se da Bog očituje svoju božansku prirodu i sebi i svijetu odnoseći se kao božanski subjekt prema svijetu-objektu, te da »Bog bez svijeta nije Bog«. Prvo određenje Boga odnosom prema svijetu dano je u vjerovanju da je Bog stvoritelj svijeta.  Prema biblijskom mitu o postanku svijeta, Bog-stvoritelj proizvodi svoje stvorenje metodično, po logičnom redoslijedu, slično čovječjoj proizvodnji.  Svakoj fazi proizvodnje prethodi zamisao (»riječ«, logos, projekt, naum)  proizvođača koja se zatim opredmećuje. Tu se Bog otkriva kao stvaralačka  »riječ«, logos, smislenost svijeta (promisao), tj. ono po čemu je svijet kosmos a ne kaos. Teolozi odavno tumače da Božje stvaranje nije jednokratan i svršen čin, nego vječni proces, što će reći da svjetski poredak  (»riječ«, logos, kozmička zakonitost) stalno mora nadvladavati besmislenost  (proturječnost, kaos) u svijetu. Tako je Bog oličenje smislenosti, reda,  zakonitosti kojom se svijet brani da ne propadne u kaosu, neredu,  besmislu.
Stvoritelj je subjekt prema stvorenju-objektu. Za bogoštovlje je karakteristična vjera da je Bog osoba, te da je odnos Boga i čovjeka osobni odnos, odnos osoba. Čovjek je sličan Bogu (»slika i prilika Božja«) time što je osoba, tj. samosvjesno slobodno biće. Vjeruje se da čovječji duh potječe od Boga, da je božanski dar i sastojak čovjeka. Vjeruje se, također, da Bog nije samo u čovjeku ono što čovjeka čini osobnim bićem, nego da je i osoba izvan i iznad ljudskih osoba. Božja osoba je ujedno imanentna i transcendentna čovječjoj osobi, Bog je ujedno imanencija i transcendencija svijeta. Za mitsku religiju je karakteristično vjerovanje da Božja  »onostranost« (transcendencija) prema svijetu prethodi Božjoj prisutnosti u svijetu i u čovjeku (imanenciji). Međutim, ovo čudno dvojstvo Božje osobe izgleda sasvim obično kad se prepozna kao osobno dvojstvo jednog oca obitelji ili plemenskog poglavice ili monarha. 'Pater familiae' nije samo jedna osoba od koje potječu njegovi potomci, u čijim žilama teče njegova krv i čiji se osobni identitet obilježava i njegovim imenom. Ne pripada on samo njima kao njihovo određenje, nego i oni njemu zato što pripadaju obitelji koju on osobno predstavlja. On je ličnost i u njima i nad njima, a kult predaka je svakako elementarni vid bogoštovlja ili štovanja »Boga-oca«.  Spomenuto dvojstvo Božje osobe ima svjetovno značenje i kad se promatra kao čisto duhovni odnos Boga i čovjeka. Naime, ljudsko biće ne dolazi na svijet kao osoba. Ono postaje osoba po rođenju, kada stekne duh roda, tj.  kada ovlada iskustvom prethodnih i zatečenih generacija (u vidu usmenog i pisanog predanja). Tako čovječji rod predaje obukom duh čovjeku, kao što je Bog udahnuo dušu legendarnom praocu Adamu, tj. imanentni duh osobe potječe od transcendentnog duha, od duha duhova.
Izvanjski odnos i dualizam Boga i svijeta u mitskoj religiji odavno je izazivao racionalističku svijest da ga prevlada monističkom racionalizacijom religije. U rezultatima tih nastojanja javljale su se transformacije teizma koje su vodile religiji bez Boga (u smislu jednog svrhunaravnog bića).  Svojevremeno je deizam zagovarao »religiju uma« u kojoj nema mjesta svrhunaravnim silama, čudesima i nadumnim dogmama. Bogu je ostavljena uloga inicijalnog impulsa prirodnog zbivanja, a nakon toga jedinog Božjeg djela ne ostaje bitna razlika između Boga i prirode. Panenteizam je učio da sve počiva i živi u Bogu koji je promjenljiv i nepromjenljiv ujedno,  vremenit i vječan, mnoštven i jedan, aktualan i potencijalan, kontingentan i nužan, stvoren i stvoritelj, uzrok i učinak, konačan i beskonačan, onaj koji ujedno bivstvuje i postaje, a u svemu tome je jednako savršen i svet. Za razliku od ove nepotpune identifikacije Boga i svijeta, panteizam ih izjednačuje u tom smislu što uči da je svijet u biti jednak Bogu, da su stvoritelj i stvaranje podudarni, da Bog i svijet nisu dvije odvojene realnosti.
Bog je samo ime za smislenost svijeta. Ateizam je nijekanje Boga kao vanjskog uzroka svijeta i utoliko ima za pretpostavku teizam. To je  »posljednji stupanj teizma« u vidu »negativnog priznanja Boga«. Termin  »ateizam« se ne upotrebljava jednoznačno, tj. samo u smislu »odsutnosti Boga«. Nekada su i kršćane nazivali ateistima zato što su odbacivali mnogobožačko vjerovanje da je svijet »pun bogova«. U modernim strujama demitologizacije tradicionalnog bogoštovlja napušta se pojam Boga kao svrhunaravnog osobnog bića. Protagonisti teologije »Bog-je-mrtav« ('Gott-ist- tot Theologie') uviđaju da naša kultura nije više »transcendentalistička« ni  »sakralna«, nego »imanentistička« i »sekularna«, a takvoj kulturi Bog nije nužan. On je postao »irelevantan« i »mrtav« za moderni svijet. Neki nalaze ateizam i u evanđeljima i zaključuju da je Bog »umro u Isusu Kristu«. Misli se da je upravo personifikacija Boga u vidu svrhunaravne osobe kriva za  »smrt« Boga u našem vremenu. Prognozira se da će buduće kršćanstvo napustiti svaku ideju o Božjoj vladavini nad čovjekom, jer Bog nije prvo i najviše biće u hijerarhiji bića. On se ne nalazi izvan stvaranja i bivstva, nego je u njima. Predlaže se napuštanje i samog termina »Bog«, a da se umjesto njega nađe drugi termin koji bi bolje izražavao zapovijed ljubavi među ljudima. Danas već prelazi u popularnu svijest pojam Boga kao ljubavi  (Deus caritas est). Ljubav nije jedno biće niti jedna egzistencija. Ona je u bićima i među bićima kao način njihova egzistiranja. Ona je »život za druge«  ili proegzistencija kao pravi (spasonosni) način egzistencije bića. Kad se govori da je Bog osoba, onda se zapravo iskazuje da osobnost ima najvišu vrijednost u strukturi svijeta. Svi iskazi o Bogu moraju se shvatiti kao iskazi o najvišoj vrijednosti osobnih (interpersonalnih) odnosa.
U naznačenim teološkim sekularizacijama Boga može se naslutiti zaključak da se iza toga najvažnijeg religijskog pojma krije ovosvjetski sadržaj: to je uvijek neki princip ljudskog zajedništva koji se smatra nužnim za opstanak ljudske individue. Budući da uvijek ima razlike između samog principa i stupnja njegove ostvarenosti (neostvarenosti), to je pravo (spasonosno)  zajedništvo ljudi »s one strane« njihovog empirijskog života u zajednici.  Tako je, na primjer, starozavjetni Bog oličenje moralne zakonitosti  (»onostrani« zakonodavac) nužne za održavanje cjeline židovskog naroda pred opasnošću od plemenskog separatizma i od vanjskih osvajača. Zato je Jahve-Bog veoma ljubomoran na druge bogove i zapovijeda Židovima da štuju samo njega. Novozavjetni Krist je oličenje ljubavi kao proegzistencije,  tj. filantropskog svijeta »s one strane« etničkih, socijalnih i vjerskih antagonizama među ljudima. Kada se iza imena »Bog« otkrije ovosvjetsko značenje, tj. historijski oblik generičkog bića čovjeka, onda filozofiranje o Bogu prelazi u ispitivanje ovosvjetske zavisnosti ljudskog bića.

### Podjela
Postoje dvije vrste religija: politeističke religije i monoteističke religije. Za politeističke religije karakteristično je vjerovanje u više bogova, različita božanstva koja vladaju različitim dijelovima prirode i ljudskog djelovanja. Politeizam je karakterističan za stare, poganske religije. Politeističke religije su više ritualne i obredne nego teorijske, no često se sporije šire od monoteističkih religija. Najznačajnije stare religije su bile politeističke: (egipatska, grčka, rimska, nordijska). Gotovo svi narodi Europe su prije primanja kršćanstva bili politeisti. Iako su politeističke religije po nastanku starije od monoteističkih, danas su gotovo iščezle (izuzetak su plemenske religije).
Za monoteističke religije je karakteristično obožavanje jednog Boga, i to je osnovna razlika u odnosu na politeističke religije. Druga važna razlika između politeističkih i monoteističkih religija je u tome što su politeističke religije najčešće narodne religije, dok su monoteističke religije nadnacionalne i univerzalne (izuzetak je Judaizam) i u načelu se ne ograničavaju na jedno pleme, narod ili državu.
U svim monoteističkim religijama mogu se naći izvjesne zajedničke karakteristike. Prva zajednička karakteristika je već spomenuti univerzalni, nadnacionalni karakter, druga je da su sve monoteističke religije otkrivene, a to znači da su ih osnovali i utemeljili proroci, treća je da su sve monoteističke religije su soterološke (grčki: soter - spasitelj) što znači da je prorok također spasitelj, izbavitelj naroda, a četvrta zajednička karakteristika je da sve monoteističke religije, stavljajući duhovno iznad materijalnog i tjelesnog, čak proglašavajući nagone i strasti zlim.
Religijsko preobraćenje izraz je koji označava dramatičnu i temeljitu promjenu religijskoga svjetonazora nekog pojedinca, za koga se potom koristi izraz preobraćenik ili konvertit.

### Molitva
Molitva je uspostavljanje odnosa s oblikom duhovnoga bića i pretpostavlja postojanje transcendentalne sile koja čovjeka nadilazi u svakom pogledu, a s kojom on može stupiti u komunikaciju. No, kod primitivnog i površnog poimanja religije, posebno kod prirodnih naroda, postoji opasnost da čovjek svoje želje smatra mjerilom božanske snage. Moliti znači razgovarati s duhovnim bićem i zadržavati se s njim, iznositi svoja razmišljanja i osjećaje i slično.
Među najpoznatijim molitvama su: kršćanska molitva Oče naš, koju je prvi molio Isus Krist, katoličke molitve Zdravo Marijo, Slava Ocu, Nicejsko-carigradsko vjerovanje, pravoslavna molitva Kyrie, islamska molitva Tekbir: Allahu ekber, Alah akbar = Bog je velik i budističke mantre.

### Žrtva
Žrtva je poseban oblik religioznog očitovanja odnosa prema Bogu ili božanstvu u kontekstu prinošenja dara. Dar je u najčistijem obliku izraz ljubavi, koja uključuje njezino uzvraćanje. Kod primitivnih oblika žrtvovanja čovjek može vjerovati da Boga može prisvojiti za sebe, potkupiti, kao što je moguće kod ljudi. Umjesto žrtvovanja Bogu čovjek može pred ljudima slaviti svoju veličinu.
Smisao žrtvovanja na neki način sastoji se u tome da izrazi čovjekovu spremnost da Bogu/božanstvu daruje nešto što je njemu posebno važno, sveto, kao zalog otvorenosti prema drugoj, božanskoj stvarnosti i zahvalnosti za vlastito postojanje sreće.
Svako udaljavanje od autentičnog pojma žrtve kao susreta s Bogom, i to osobnim, pretvara to žrtvovanje u magijske čini, koje gube strahopoštovanje i pred Bogom i pred čovjekom, što u nekim primitivnim narodima vodi do žrtvovanja čovjeka.

## Najveće svjetske religije
- kršćanstvo (oko 2,4 milijardi[3][4][5] vjernika)
- islam (oko 1,1 milijardi vjernika)
- hinduizam (oko 900 milijuna vjernika)
- kineska tradicijska religija (oko 300 milijuna vjernika)
- budizam (oko 500 milijuna vjernika)
- narodne (etničke, tradicijske) religije (oko 300 milijuna vjernika)
- afričke tradicijske (animističke) religije (oko 100 milijuna vjernika)
- sikizam (oko 20 milijuna vjernika)
- spiritizam (oko 15 milijuna vjernika)
- judaizam (oko 14 milijuna vjernika)
- bahai (oko 7 milijuna vjernika)
- jainizam (oko 4,2 milijuna vjernika)
- Cao Dai (oko 4 milijuna vjernika)
- šintoizam (oko 3 milijuna vjernika)
- Tenrikyo (oko 2 milijuna vjernika)
- neopoganstvo (oko milijun vjernika)
- univerzalizam (oko 800 000 vjernika)
- rastafarijanizam (oko 600 000 vjernika)

## Poveznice
- Vjerska glazba
- Duhovnost
- Protureligioznost
- Usporedna religija